# Epizeuxis lilacina
Epizeuxis lilacina är en fjärilsart som beskrevs av Butler 1879. Epizeuxis lilacina ingår i släktet Epizeuxis och familjen nattflyn. Inga underarter finns listade i Catalogue of Life.